# NGC 3555
NGC 3555 је лентикуларна галаксија у сазвежђу Лав која се налази на NGC листи објеката дубоког неба.
Деклинација објекта је + 21° 48' 38" а ректасцензија 11h 9m 50,2s. Привидна величина (магнитуда) објекта NGC 3555 износи 14,7 а фотографска магнитуда 15,7. NGC 3555 је још познат и под ознакама CGCG 125-34, PGC 33843.